# Барановець (Малопольське воєводство)
Барановець (пол. Barnowiec) — лемківське село на Закерзонні, у Польщі, у гміні Лабова Новосондецького повіту Малопольського воєводства.
Населення — 196 осіб (2011).

## Розташування
Знаходиться в Низьких Бескидах.

## Історія
В 1600 році Барановець відповідно до угоди в переліку 25 гірських сіл перейшов від князів Острозьких до князів Любомирських.
В середині XIX ст. більшість населення златинізувалась (у 1842 р. в селі були 190 греко-католиків, а в 1847 р. — 86), внаслідок чого пішла полонізація. На 1936 р. в селі були 53 греко-католики парафії Матієва Мушинського деканату; метричні книги велися з 1756 року.
У 1939 році в селі проживало 190 мешканців (50 польськомовних українців і 140 поляків).
Після Другої світової війни Лемківщина, попри сподівання лемків на входження в УРСР, була віддана Польщі, а корінне українське населення примусово-добровільно вивозилося в СРСР. Згодом, у період між 1945 і 1947 роками, у цьому районі тривала боротьба між підрозділами УПА та радянським військами. Ті з українців, хто вижив, 1947 року під час Операції Вісла були ув'язнені в концтаборі Явожно або депортовані на понімецькі землі Польщі, натомість заселено поляків.
У 1975—1998 роках село належало до Новосондецького воєводства.

## Демографія
Демографічна структура станом на 31 березня 2011 року:
|          | Загалом | Допрацездатний вік | Працездатний вік | Постпрацездатний вік |
| -------- | ------- | ------------------ | ---------------- | -------------------- |
| Чоловіки | 105     | 30                 | 65               | 10                   |
| Жінки    | 91      | 30                 | 51               | 10                   |
| Разом    | 196     | 60                 | 116              | 20                   |